# Manuel R. Torres
Manuel R. Torres Soriano es un académico español conocido por sus trabajos en violencia política, terrorismo yihadista, comunicación política y ciberseguridad.

## Trayectoria
Torres es licenciado en Ciencias Políticas y Sociología por la Universidad de Granada. En 2007 presentó su tesis doctoral sobre la dimensión propagandística del terrorismo yihadista, cuando se estaba aún en un clima de alta tensión tras los atentados del 11-S y el 11-M. 
Ha participado en numerosos trabajos de investigación de carácter nacional e internacional. Ha escrito varios libros, y tiene numerosas publicaciones en  revistas y colaboraciones en obras colectivas.
Ha sido Investigador del Departamento de Ciencia Política y de la Administración de la Universidad de Granada, Visiting Fellow de la Hoover Institution on War, Revolution and Peace en la Universidad de Stanford, Visiting Research Associate de la School of Advanced International Studies (SAIS) de la Johns Hopkins University en Washington D. C. y Visiting Fellow del International Center for the Study of Radicalisation (ICSR) en el King's College de Londres, Centre for International Studies (CIS) de la London School of Economics and Political Science,  Visiting Scholar en el  Weatherhead Center for International Affairs de la Universidad de Harvard y Fellow del Real Colegio Complutense. 
En la actualidad es Catedrático del Área de Ciencia Política y de la Administración de la Universidad Pablo de Olavide de Sevilla, y también dirige varios másteres y especializaciones.
Ha sido miembro del Consejo Asesor del European Counter-Terrorism Centre (Europol) y forma parte del consejo académico de varias organizaciones en el ámbito de la seguridad. Es miembro del Consejo Asesor del Real Instituto Elcano y miembro del Foro contra las campañas de desinformación en el ámbito de la Seguridad Nacional (Departamento de Seguridad Nacional)

## Publicaciones
- El Eco del Terror. Ideología y propaganda en el terrorismo yihadista. Plaza y Valdés, Madrid, 2009. ISBN 978-8492751051
- Al Andalus 2.0. La ciber-yihad contra España. Biblioteca GESI, Granada, 2014.ISBN 978-8461679911
- Desinformación. Poder y Manipulación en la Era Digital. Comares, Granada, 2019. ISBN 978-8490458853
- Espejismos del mañana. Promesas y fracasos de la predicción política, Comares, Granada, 2025. ISBN 978-84-1369-958-5

## Premios
- Primer Premio Nacional de Fin de Carrera en Ciencia Política (2002).[6]
- Premio "Francisco Moreno" de la Armada Española (2005)[7]
- Premio Defensa de Investigación (2008)[8]
- Premio de Investigación Real Maestranza de Caballería de Sevilla - Universidad Pablo de Olavide (2010)[9]
- Medalla de Bronce al mérito policial con distintivo azul por el cuerpo de Mozos de Escuadra-Policía de la Generalidad (2015)[10]
- Distinción por parte del Instituto de Investigaciones Estratégicas de la Armada de México (2018)[11]